# Arctornis riguata
Arctornis riguata är en fjärilsart som beskrevs av Pieter Cornelius Tobias Snellen 1895. Arctornis riguata ingår i släktet Arctornis och familjen tofsspinnare. Inga underarter finns listade i Catalogue of Life.